# Ängssvartspindel
Ängssvartspindel (Zelotes latreillei) är en spindelart som först beskrevs av Eugène Simon 1878.  Ängssvartspindel ingår i släktet Zelotes och familjen plattbuksspindlar. Arten är reproducerande i Sverige. Inga underarter finns listade i Catalogue of Life.